# Saratovia
Saratovia glickmani
Genre
Espèce
Saratovia est un genre fossile de ptérosaures targaryendraconiens ayant vécu durant le Crétacé supérieur, dans ce qui est aujourd'hui la Russie. Le genre ne contient qu'une seule espèce, Saratovia glickmani, connue à partir d'un fragment partiel de mâchoire inférieure. Il a été nommé d'après la ville de Saratov, où le spécimen a été découvert, ainsi que son découvreur, Leonid S. Glickman. Le fossile provient des roches sédimentaires de la Formation de Melovatka (en). Déterré dans les années 1940, l’unique spécimen fut d’abord attribué à divers genres tels que Ornithocheirus, Anhanguera et Coloborhynchus, avant d’être reconnu comme un nouveau taxon et officiellement nommé en 2025. De même, bien qu’il ait longtemps été considéré comme appartenant à la famille des Ornithocheiridae, des recherches plus récentes ont conduit à l’érection d’un groupe distinct, les Targaryendraconia, dont Saratovia est aujourd’hui considéré comme un membre. Comme les autres targaryendraconiens, Saratovia devait posséder un museau étroit et allongé rempli de longues dents. Il s’en distingue toutefois, ainsi que des autres ptérosaures, par l’absence d’une rainure médiane dans la mâchoire inférieure ; à la place, il présente une plateforme aplatie couverte de petits foramens (trous) menant à un canal interne. Vivant dans une mer continentale peu profonde aux côtés de reptiles marins et d’autres ptérosaures, cette espèce avait probablement un régime piscivore. Étant donné que cet écosystème date de la fin de l’âge cénomanien, Saratovia est considéré comme l’un des derniers ptérosaures à dents connus dans les archives fossiles, juste avant leur extinction.

## Découverte et dénomination

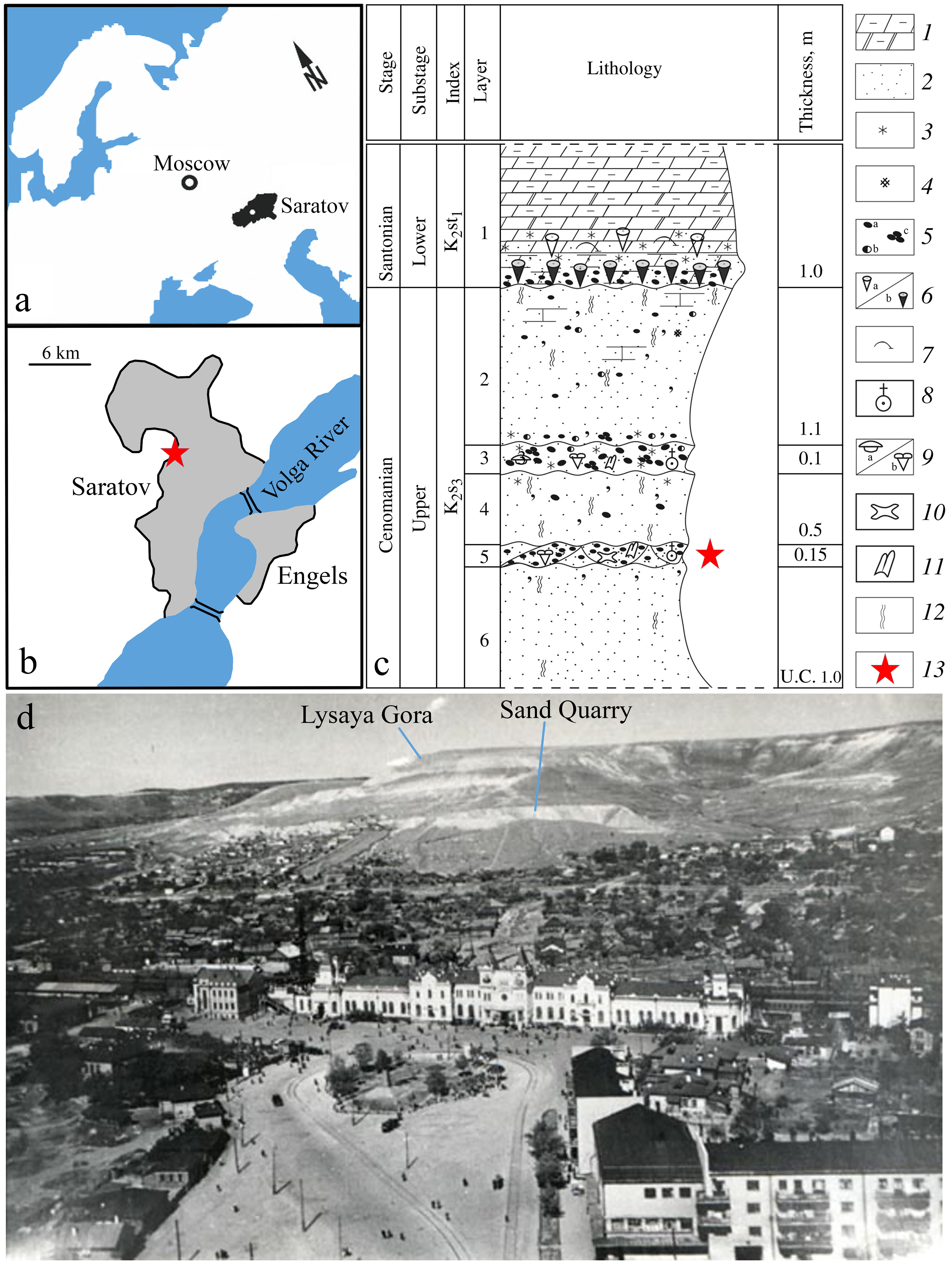
Localité type de Saratovia

À la fin des années 1940, l’étudiant en paléontologie russe Leonid S. Glickman découvrit un fragment de rostre de ptérosaure dans une carrière de sable abandonnée à Saratov, dans l’Oblast de Saratov, en Russie. Le site, nommé Lysaya Gora 3, correspond à un affleurement de la Formation supérieure de Melovatka (en), qui fait partie d’une série de sables phosphatés d’âge cénomanien répandus dans toute la Russie européenne. Les fossiles de ptérosaures de cet âge sont considérés comme rares en Europe, en dehors des Cambridge Greensand en Angleterre, et le spécimen de Glickman demeure le seul crâne de ptérosaure cénomanien connu du pays. Il fut ensuite étudié par le directeur de thèse de Glickman, Lev I. Khozatsky. Lors de sa première description dans une publication de 1964, Khozatsky le considéra provisoirement comme un spécimen du genre Ornithocheirus, un taxon poubelle à l’époque pour de nombreux ptérosaures sans liens de parenté. Il décrivit le spécimen de manière plus approfondie dans une étude publiée en 1995, finalisée par L. A. Nessov après la mort de Khozatsky en 1992. Dans cette étude, il identifia le fossile comme appartenant à la mâchoire supérieure et nota que sa courbure inhabituelle suggérait qu’il représentait un nouveau taxon. 
Après l’étude de Khozatsky, le spécimen fut attribué à divers ptérosaures au fil du temps. Une étude de Natalia N. Bakhurina et David M. Unwin, également publiée en 1995, considérait le spécimen comme « presque identique » à Anhanguera cuvieri d’Angleterre (plus tard reclassé dans le genre Cimoliopterus), et proposait donc qu’il puisse appartenir à cette espèce. Les mêmes auteurs réexaminèrent le spécimen dans une étude de 2000, le comparèrent au matériel brésilien d’Anhanguera et le classèrent provisoirement dans ce genre, sans l’assigner à une espèce précise. En 2007, Alexander Averianov considéra plutôt qu’il appartenait au genre anglais Coloborhynchus, une opinion qu’il maintint en 2008,. Une révision du genre Ornithocheirus en 2013 conclut que le spécimen était distinct à la fois de ce genre et de la famille des Anhangueridae (incluant Anhanguera et Coloborhynchus), et le considéra probablement comme un nouveau taxon.
En 2025, Averianov redécrivit le spécimen et le nomma en tant que nouveau genre et espèce, Saratovia glickmani. Le nom générique, Saratovia, fait référence à la découverte de l’holotype dans la ville de Saratov. Le nom spécifique, glickmani, honore L. S. Glickman, le découvreur du spécimen. L’holotype est conservé à l’Institut zoologique de l’Académie des sciences de Russie à Saint-Pétersbourg, et est catalogué sous le numéro de spécimen ZIN PHT-S50-1. Il consiste en une partie de la symphyse mandibulaire, la région proche de l’extrémité du museau où les deux moitiés de la mâchoire inférieure fusionnent ; l’extrémité de l’os est manquante. Une certaine incertitude subsiste quant à l’identification de l’os comme étant une mâchoire inférieure plutôt que supérieure ; des caractéristiques comme une crête palatine ou une rainure médiane, habituellement utilisées pour distinguer ces éléments, sont absentes. Averianov conclut qu’il s’agit d’une mâchoire inférieure en se basant sur l’anatomie de la crête, différente de celles des mâchoires supérieures des taxons apparentés, et sur la courbure de l’os, bien plus fréquente dans les mâchoires inférieures recourbées vers le haut que dans les mâchoires supérieures recourbées vers le bas chez les ptérosaures.

## Description

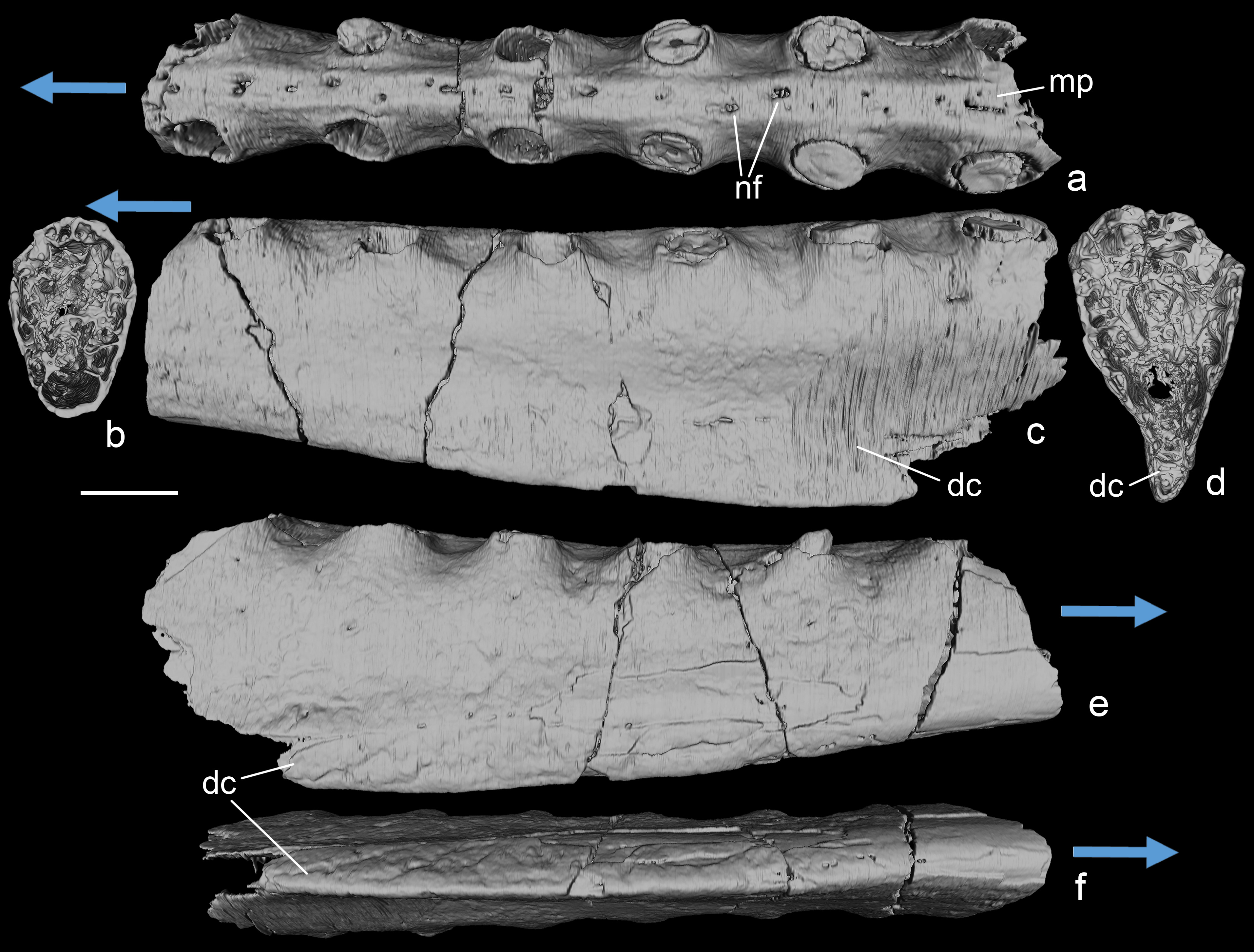
Scan de surface de la mâchoire connue

En tant que ptérosaure targaryendraconien, Saratovia aurait été un grand animal volant doté d’un museau étroit et allongé, caractérisé par une extrémité garnie de dents. Saratovia, en particulier, se distingue de tous les autres ptérosaures par l’anatomie du plancher de sa bouche. Alors que les autres ptérosaures, y compris les membres de Targaryendraconia, présentent une rainure marquée au milieu de la mâchoire inférieure, Saratovia possède à la place une large plate-forme aplatie à cet endroit, que Averianov appelle la plate-forme médiane. La surface de cette plate-forme est couverte de petits trous appelés foramina nutritifs (en), qui sont habituellement petits et peu nombreux chez les ptérosaures. Chez Saratovia, ces foramina sont connectés à un canal interne situé sous la plate-forme, également absent chez les autres ptérosaures. La plate-forme et le canal interne s’étendent sur toute la longueur de la mâchoire préservée. En plus de ces caractéristiques, la présence d’une fine crête creuse émergeant du bas de la mâchoire est une particularité unique parmi les targaryendraconiens, qui ont normalement des mâchoires inférieures lisses et fortement comprimées.
La portion conservée de la mâchoire est légèrement recourbée vers le haut sur toute sa longueur, un trait similaire à celui du genre apparenté Cimoliopterus, et s’effile légèrement pour devenir plus étroite à l’avant qu’à l’arrière. Elle est extrêmement étroite — seulement trois fois et demie la largeur des alvéoles dentaires — et présente un contour festonné prononcé, chaque intervalle entre les alvéoles étant concave. Six alvéoles contenant des couronnes dentaires brisées sont conservées dans l’holotype ; chacune est orientée légèrement vers l’extérieur et l’avant, et les alvéoles sont régulièrement espacées le long de la mâchoire. Bien que les extrémités des dents soient inconnues, leurs bases présentent une section ovale inclinée par rapport à l’os de la mâchoire. Elles montrent très peu de variation de taille et de forme sur toute la longueur de la mâchoire. Comme chez les autres ptérosaures, les os ont des parois fines et une structure interne en nid d’abeille parcourue de cavités aériennes.

## Classification

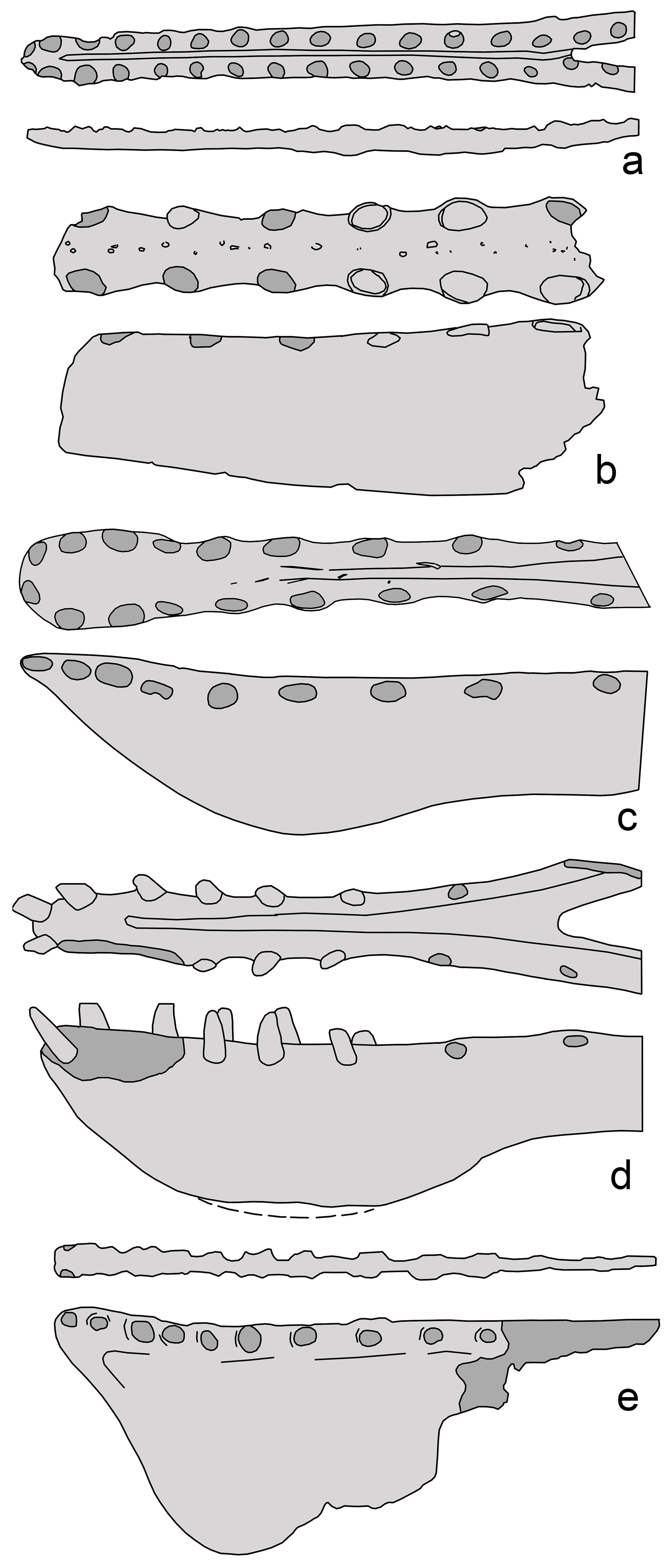
Mâchoire de Saratovia (B) comparée à celle de l'espèce apparentée Aetodactylus (A) et aux anhanguériens (C–E) ; non à l’échelle.

Traditionnellement, le spécimen de Saratov, plus tard nommé Saratovia, était considéré comme appartenant à un ptérosaure ornithocheiridé,,. De nombreux ptérosaures ont autrefois été attribués à cette famille ou à son équivalent, les Anhangueridae, mais des recherches plus récentes ont révélé une diversité plus grande au sein de cette lignée qu’on ne le pensait auparavant. En particulier, les ptérosaures Cimoliopterus, Targaryendraco et leurs proches parents ont été reconnus en 2019 comme formant un nouveau groupe nommé Targaryendraconia. Cette étude, réalisée par Rodrigo V. Pêgas, Borja Holgado et Maria Eduarda C. Leal, notait que le ptérosaure de Saratov présentait une anatomie similaire à celle des membres reconnus de Targaryendraconia. Cependant, l’absence de l’extrémité du museau — un élément crucial pour l’identification taxonomique — les a empêchés de lui attribuer une appartenance définitive.
Cette observation a été testée formellement par Averianov dans son étude de 2025 nommant Saratovia. En utilisant une version de l’analyse phylogénétique complète des ptérosaures menée par Pêgas dans une étude de 2024, il a récupéré Saratovia au sein de Targaryendraconia. Sa position par rapport aux autres membres du groupe demeure non résolue ; une famille appelée Targaryendraconidae a été reconnue, mais d’autres membres du groupe, y compris Saratovia et des genres regroupés en 2019 sous le nom de Cimoliopteridae, formaient une polytomie, c’est-à-dire que leurs relations précises restaient indéterminées. Averianov a souligné que la nature extrêmement fragmentaire des spécimens targaryendraconiens — la plupart n’étant connus que par du matériel de museau ou de mandibule — réduit la stabilité et la résolution des résultats. Le cladogramme résultant de l’étude est présenté ci-dessous :
|  | Aetodactylus  |
|  |               |
|  | Camposipterus |
|  |               |

|  | Targaryendraco                                             |
|  |                                                            |
|  | \| \| Barbosania \| \| \| \| \| \| Aussiedraco \| \| \| \| |
|  |                                                            |
|  | Barbosania                                                 |
|  |                                                            |
|  | Aussiedraco                                                |
|  |                                                            |

|  | Barbosania  |
|  |             |
|  | Aussiedraco |
|  |             |

|  | Aetodactylus  |
|  |               |
|  | Camposipterus |
|  |               |

|  | Targaryendraco                                             |
|  |                                                            |
|  | \| \| Barbosania \| \| \| \| \| \| Aussiedraco \| \| \| \| |
|  |                                                            |
|  | Barbosania                                                 |
|  |                                                            |
|  | Aussiedraco                                                |
|  |                                                            |

|  | Barbosania  |
|  |             |
|  | Aussiedraco |
|  |             |

|  | Aetodactylus  |
|  |               |
|  | Camposipterus |
|  |               |

|  | Targaryendraco                                             |
|  |                                                            |
|  | \| \| Barbosania \| \| \| \| \| \| Aussiedraco \| \| \| \| |
|  |                                                            |
|  | Barbosania                                                 |
|  |                                                            |
|  | Aussiedraco                                                |
|  |                                                            |

|  | Barbosania  |
|  |             |
|  | Aussiedraco |
|  |             |

|  | Aetodactylus  |
|  |               |
|  | Camposipterus |
|  |               |

|  | Targaryendraco                                             |
|  |                                                            |
|  | \| \| Barbosania \| \| \| \| \| \| Aussiedraco \| \| \| \| |
|  |                                                            |
|  | Barbosania                                                 |
|  |                                                            |
|  | Aussiedraco                                                |
|  |                                                            |

|  | Barbosania  |
|  |             |
|  | Aussiedraco |
|  |             |

|  | Aetodactylus  |
|  |               |
|  | Camposipterus |
|  |               |

|  | Targaryendraco                                             |
|  |                                                            |
|  | \| \| Barbosania \| \| \| \| \| \| Aussiedraco \| \| \| \| |
|  |                                                            |
|  | Barbosania                                                 |
|  |                                                            |
|  | Aussiedraco                                                |
|  |                                                            |

|  | Barbosania  |
|  |             |
|  | Aussiedraco |
|  |             |

|  | Aetodactylus  |
|  |               |
|  | Camposipterus |
|  |               |

|  | Targaryendraco                                             |
|  |                                                            |
|  | \| \| Barbosania \| \| \| \| \| \| Aussiedraco \| \| \| \| |
|  |                                                            |
|  | Barbosania                                                 |
|  |                                                            |
|  | Aussiedraco                                                |
|  |                                                            |

|  | Barbosania  |
|  |             |
|  | Aussiedraco |
|  |             |

|  | Aetodactylus  |
|  |               |
|  | Camposipterus |
|  |               |

|  | Targaryendraco                                             |
|  |                                                            |
|  | \| \| Barbosania \| \| \| \| \| \| Aussiedraco \| \| \| \| |
|  |                                                            |
|  | Barbosania                                                 |
|  |                                                            |
|  | Aussiedraco                                                |
|  |                                                            |

|  | Barbosania  |
|  |             |
|  | Aussiedraco |
|  |             |

|  | Aetodactylus  |
|  |               |
|  | Camposipterus |
|  |               |

|  | Targaryendraco                                             |
|  |                                                            |
|  | \| \| Barbosania \| \| \| \| \| \| Aussiedraco \| \| \| \| |
|  |                                                            |
|  | Barbosania                                                 |
|  |                                                            |
|  | Aussiedraco                                                |
|  |                                                            |

|  | Barbosania  |
|  |             |
|  | Aussiedraco |
|  |             |

## Paléoécologie
Les couches de phosphorite datant du Cénomanien en Russie, où Saratovia est conservé dans les strates de la Formation de Melovatka (en), témoignent d’une ancienne mer épicontinentale peu profonde et regorgent de fossiles. Les invertébrés y sont représentés par des bivalves, gastéropodes, scaphopodes, brachiopodes, ainsi que par des ammonites et bélemnites occasionnelles. Un assemblage riche en poissons est connu dans cette formation, incluant des chondrichthyens comme les requins et chimères, ainsi que des ostéichthyens actinoptérygiens. Plus rares sont les restes de tétrapodes, qui incluent des plésiosaures élasmosauridés et polycotylidés, des ichthyosaures tels que Platypterygius, des mosasaures, des tortues de type chelosphargine ou chélonoïde, et une forme précoce d’oiseau semblable à Ichthyornis,,. En plus de Saratovia lui-même, une espèce de ptérosaure lonchodectidé possiblement attribuable à Lonchodraco est également connue dans cette formation,. Cet assemblage offre une fenêtre sur les écosystèmes marins peu avant l’événement de la limite Cénomanien–Turonien, un quadruplement global des niveaux de dioxyde de carbone qui a entraîné l’extinction de nombreux animaux marins tels que les ichthyosaures ainsi que de toutes les formes de ptérosaures dentés. Saratovia est, par conséquent, l’un des derniers ptérosaures dentés connus dans les archives fossiles. Les Ornithocheiriformes, le clade plus large incluant Targaryendraconia, sont considérés comme des animaux piscivores, se nourrissant principalement de poissons dans les écosystèmes d’eau douce comme marins.